# جون موراي (محامي)
جون موراي (بالإنجليزية: John Murray)‏ هو قاضي ومحامي جنوب أفريقي، ولد في 9 مارس 1888، وتوفي في 10 مايو 1976.